# Gustaf Regnér (veterinär)
Lars Gustaf Laurentius Regnér, född 25 januari 1866 i Köpenhamn, död 18 januari 1948 i Lidingö, var en svensk veterinär.
Gustaf Regnér var son till veterinären Lars Regnér. Han avlade mogenhetsexamen i Stockholm 1886 och veterinärexamen 1890. Han blev fältveterinärstipendiat 1890, distriktsveterinär i Södertälje distrikt 1894, bataljonsveterinär vid Vendes trängbataljon i Landskrona 1897, vid Första Svea trängkår 1902 och vid Svea artilleriregemente 1905, regementsveterinär i Fältveterinärkåren 1907 och vid Svea artilleriregemente 1921 samt avgick 1926. Åren 1897–1933 hade Regnér förordnande att som ledamot föredra tuberkulosärenden i Lantbruksstyrelsen. Han var ledamot av 1903 års tuberkuloskommission, 1908 års kommitté för omorganisation av Medicinalstyrelsen och av 1911 års kommitté för utarbetande av huvudregler för veterinärkontrollen över mjölkproduktionen. Regnér studerade inom många europeiska länder smittsamma husdjurssjukdomar och husdjurshygien, framför allt nötkreaturstuberkulosen, dess bekämpande med tuberkulinundersökningar och eventuellt andra metoder samt verkningarna därav, över dessa ämnen och sin verksamhet som ledare av undersökningarna inom Sverige utgav han ett stort antal rapporter och utredningar liksom råd och anvisningar för veterinärer och lantbrukare. Bland hans skrifter märks de prisbelönade Husdjurens vård i sjukt tillstånd (1897) och Kampen mot husdjursptuberkulosen (1899). Regnér var ordförande i Svenska militärveterinärsällskapet 1921–1926 och erhöll Svenska veterinärläkareföreningens guldmedalj 1935. Han är begravd på Norra begravningsplatsen utanför Stockholm.